# Abbott and Costello Meet the Mummy
Abbott and Costello Meet the Mummy (bra Caçando Múmias no Egito) é um filme de comédia e terror estadunidense de 1955, dirigido por Charles Lamont.